# Hosszú Gergely
Hosszú Gergely ipari formatervező, a Moholy-Nagy Művészeti Egyetemen tanársegéd.
2000-ben a Zanussi pályázatán kapott I. díjat - Ligeti Balázs és Hosszú Gergely alkotópáros. Pályaművük a tükrös mosdó volt, melynek érdekessége, hogy a mosógépdob megfelelő „béleléssel” mosdókagylóként is működhet. 2003-ban az Electrolux pályázatán ért el első helyezést, illetve bejutott a Braun Preis 50 legjobb pályázója közé. A Magyar Formatervezési Díj pályázatán, Diákmunka kategóriában a Dynamic orröblítő készülékért kapott elismerést.

## Külső hivatkozások
- Hosszú Gergely designer
- formatervezésről és Hosszú Gergelyről Archiválva 2010. március 5-i dátummal a Wayback Machine-ben